# SV Grün-Weiß Weißwasser
Der SV Grün-Weiß Weißwasser ist der größte Sportverein der ostsächsischen Stadt Weißwasser/O.L.

## Struktur
Der 1990 durch Fusion der bisherigen Betriebssportgemeinschaften Chemie Weißwasser und Chemie Weißwasser-Ost gegründete SV Grün-Weiß hat mit Stand 2008 etwa 760 Mitglieder und setzt sich aus 19 Sportabteilungen zusammen. Größere Bedeutung für den Verein haben die Sportarten Fußball, Handball, Karate, Ringen und Tennis. Für die Sportart Ringen ist Grün-Weiß Weißwasser Stützpunktverein des DOSB. Zu seinen Sportstätten zählen das Sportzentrum „Turnerheim“ und das „Turnerheimstadion“.

## Geschichte
Bereits Ende des 19. Jahrhunderts bestanden in der damaligen Glasmacherstadt mit dem „Turn- und Rettungs-Verein“ sowie dem „Arbeiter- und Turnverein“ zwei Sportvereine. Die Ringer waren zu dieser Zeit die erfolgreichsten Sportler, sie gehörten zu den besten des Sportgaus Schlesien. Nach der Machtübernahme durch die Nationalsozialisten wurden 1933 alle Sportvereine in Weißwasser zum „Turn- und Sportverein Weißwasser“ zusammengelegt. 
Nach der 1945 von der sowjetischen Besatzungsmacht verfügten Auflösung aller Sportvereine und der Beschränkung der Sportwettkämpfe auf die lokale Ebene gründeten Sportler aus Weißwasser 1946 die „SG Weißwasser“, die vornehmlich im Fußball aktiv wurde. Mit Einführung des Systems der Betriebssportgemeinschaften wurden in Weißwasser mehrere BSG ins Leben gerufen, von denen die BSG Chemie Weißwasser (Eishockey bis 1953, Fußball, Faustball) und die BSG Weißwasser-Ost (Ringen) später am erfolgreichsten wurden. 
Noch unter dem Namen „BSG Ostglas“ wurde Weißwasser 1951 und 1952 DDR-Eishockeymeister, 1953 als BSG Chemie. Danach setzte die SG Dynamo die Eishockeytradition in Weißwasser fort. Zwischen 1976 und 1988 holten die Faustball-Frauen 23 DDR-Meistertitel. Die Ringer von Weißwasser Ost waren insbesondere im Jugendbereich erfolgreich, wo zahlreiche DDR-Meistertitel erkämpft wurden. 1989 stiegen die Ringer in die DDR-Oberliga auf, in der um die DDR-Meisterschaft gekämpft wurde.
- siehe auch Artikel Eishockey in Weißwasser

### Geschichte des Fußballsports
Vor dem Zweiten Weltkrieg spielte Fußball in Weißwasser nur eine untergeordnete Rolle. Mit der Gründung der SG Weißwasser gerieten die Fußballspieler besser in die öffentliche Wahrnehmung. 1946 gewannen sie die Meisterschaft des Kreises Hoyerswerda, von 1947 bis 1949 waren sie im Fußballbezirk Ostsachsen mit guten Mittelfeldrängen dabei. In der Saison 1952/53 stieg die Fußballmannschaft unter der Bezeichnung „Chemie Weißwasser West“ in die 3. Fußball-Liga der DDR, die Bezirksliga, auf und errang dort auf Anhieb den Bezirksmeister-Titel. Damit verbunden war der Aufstieg in die DDR-Liga für die Saison 1954/55. In dem 14er-Feld konnte Chemie Weißwasser jedoch nur fünf Siege erringen und stieg nach einem Jahr Zweitklassigkeit wieder in die Bezirksliga Cottbus ab. 
Mit einem Jahr Unterbrechung in der Bezirksklasse (1959) verbrachten die Chemiker zwölf Spielzeiten in der Bezirksliga. Ab 1969 versanken sie für weitere sechs Jahre in den unteren Fußballregionen, ehe sie 1975 wieder in die Bezirksliga aufsteigen konnten. Danach pendelte die Mannschaft bis zum Ende des DDR-Fußballbetriebes 1991 zwischen Dritt- und Viertklassigkeit.
| Ligenübersicht 1952 bis 1991 | Ligenübersicht 1952 bis 1991 | Ligenübersicht 1952 bis 1991 |
| ---------------------------- | ---------------------------- | ---------------------------- |
| bis 1953                     | Bezirksklasse Cottbus        | 4. Liga                      |
| 1953/54                      | Bezirksliga Cottbus          | 3. Liga                      |
| 1954/55                      | DDR-Liga                     | 2. Liga                      |
| 1956–1958                    | Bezirksliga Cottbus          | 4. Liga                      |
| 1959                         | Bezirksklasse Cottbus        | 5. Liga                      |
| 1960–1969                    | Bezirksliga Cottbus          | 4./3. Liga                   |
| 1969–1975                    | Bezirksklasse Cottbus        | 4. Liga                      |
| 1975–1991                    | Bezirksliga, Bezirksklasse   | 3., 4. Liga                  |

Die DFB-Ära in Ostdeutschland begann für den neu gegründeten SV Grün-Weiß 1991 in der Bezirksliga Dresden, wo er nach zwei 10. Plätzen 1994 nur Vorletzter wurde und in die damals siebtklassige Bezirksklasse absteigen musste. Nach dem Wiederaufstieg 1997 folgten weitere sieben Jahre in der Bezirksliga und ab 2003 wieder fünf Jahre in der Bezirksklasse Dresden. 2008 stieg Weißwasser zum dritten Mal in die Bezirksliga auf, aber nach Saisonende stieg der Verein wieder in die Bezirksklasse ab.
| Platzierungen der letzten Jahre | Platzierungen der letzten Jahre | Platzierungen der letzten Jahre |
| ------------------------------- | ------------------------------- | ------------------------------- |
| 2003/04                         | Bezirksklasse Dresden (7. Liga) | 3.                              |
| 2004/05                         | Bezirksklasse Dresden           | 3.                              |
| 2005/06                         | Bezirksklasse Dresden           | 3.                              |
| 2006/07                         | Bezirksklasse Dresden           | 3.                              |
| 2007/08                         | Bezirksklasse Dresden           | 1.                              |
| 2008/09                         | Bezirksliga Dresden (7. Liga)   | 15.                             |
| 2009/10                         | Bezirksklasse Dresden (8. Liga) | 14.                             |

Im Jahre 2010 wurde die Fußballabteilung des Vereines mit der des städtischen Konkurrenten KSV 90 Weißwasser (Knappensportverein, früher Aktivist Weißwasser) zum neugegründeten VfB Weißwasser 1909 zusammengelegt.